# Gayle Gordon
Gayle Gordon (27 augustus 1955) is een Canadees langebaanschaatsster.
Gordon kwam in 1972 en 1976 voor Canada uit op de Olympische winterspelen.
Ook kwam Gordon uit op het WK Sprint en de WK Allround.

## Records

### Persoonlijke records
| Afstand    | Tijd    | Datum | Baan |
| ---------- | ------- | ----- | ---- |
| 500 meter  | 44,9    | 1974  | -    |
| 1000 meter | 1.31,73 | 1976  | -    |
| 1500 meter | 2.22,11 | 1976  | -    |
| 3000 meter | 5.06,65 | 1976  | -    |